# 小阴唇系带
小阴唇系带（frenulum of labia minora, fourchette or posterior commissure of the labia minora），是位于小阴唇上的小系带。因其形状而得名于法语中的“叉”或“叉骨”。

## 生理
小阴唇系带可能会因分娩或性交而撕裂，为保护阴唇组织，妇产科学在生产期间可能会采取會陰切開術。如果小阴唇系带因意外损伤流血，需要采取手术缝合方式以保护组织及止血。